# Miranda (programspråk)
Miranda är ett funktionellt programspråk som skapades i mitten av 1980-talet av britten David Turner.